# Leopold z Rottalu
Leopold Ferdinand svobodný pán z Rottalu (německy Leopold Ferdinand Freiherr von Rottal, 1680 – 7. září 1750) byl český šlechtic z holešovské moravského rodu Rottalů. Díky příbuzenským vazbám se dostal k zemským úřadům v Čechách, v letech 1727–1749 byl podkomořím měst králové. 

## Život

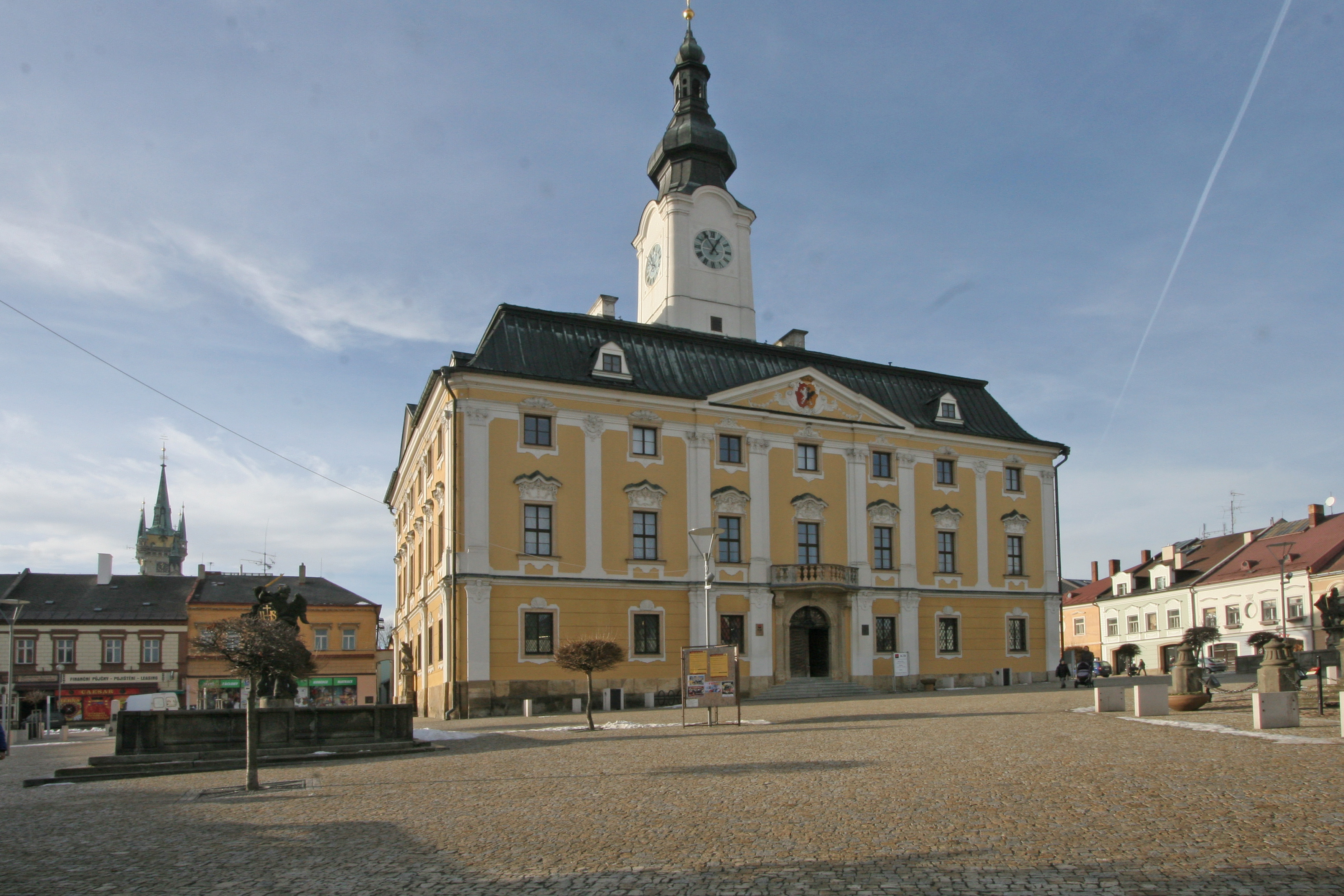
Radnice v Poličce

Narodil se jako syn Jana Kryštofa z Rottalu (1635–1699) a jeho druhé manželky Marie Zuzany hraběnky z Kuefsteinu (1647–1716). Měl sestru Marii Antonii (1687–1761), později provdanou za c. k. tajného radu a komorníka Františka Karla Kotulinského z Kotulína (1674–1748) a dva nevlastní bratry Jana Josefa a Jana Zikmunda.
Leopold v letech 1727–1749 zastával pozici podkomořího královských věnných měst v Českém království. V roce 1731 vydal Leopold z Rottalu povolení ke stavbě radnice v Poličce, která byla vystavěna v letech 1739–1744. Autorem projektu byl zřejmě František Maxmilián Kaňka. Z původní radnice zůstala zachována gotická věž, která byla novou budovou obestavěna. 
Jeho kariéru dočasně poškodil rok 1742, kdy holdoval vzdorokráli Karlovi VII. Jak uvádí Alfred von Arneth ve svém historickém díle „Maria Theresia's erste Regierungsjahre“ („První léta vlády Marie Terezie“), byl mezi mnoha vysokými šlechtici, kteří se zachovali neloajálně k habsburskému rodu a své královně v době bavorské a francouzské invaze do Čech. Po zpětném dobytí města byl v roce 1743 vypovězen z Prahy a veden k odpovědnosti, jejíž výsledek není znám.  
Leopold rozšířil rodový majetek zakoupením hradu Gars v Dolním Rakousku. Přispěl i k růstu rottalovské domény na Moravě, když v roce 1713 koupil za 144 000 zlatých panství Zlín jako poručník svého synovce Adama Jáchyma.  
V roce 1746 získal Leopold darem od svého strýce Julia Viléma fideikomis Napajedla, po smrti jeho právoplatného dědice Adama Jáchyma z Rottalu, syna jeho synovce Františka Viléma. Vlastníky Napajedel byli od roku 1711 Anna Markéta rozená Helfriedová spolu s Adamem Jáchymem z Rottalu, sirotkem po Františku Vilémovi Helfriedovi. V té době (1733) potvrdil panovník Karel VI. napajedlům právo pořádat čtyři jarmarky. Po úmrtí Adama Jáchyma (27. září 1746) získal Napajedla dědictvím Leopold z Rottalu a po něm roku 1750 jeho synovec Leopold z Rottalu, po kterém je zdědil František Antonín z Rottalu. Jeho dcera Marie Anna, provdaná z Ditrichštejna, zdědila majetek roku 1763 po svém otci. 

### Manželství a rodina
Leopold z Rottalu byl ženatý s hraběnkou Marií Terezií, ovdovělou z Trauttmansdorffu, rozenou Paarovou († 1766), z jejich manželství se však nenarodil žádný mužský potomek. 